# レナルド・ニアマイア
レナルド・ニアマイア （Renaldo "Skeets" Nehemiah、1959年3月24日 - ）はニュージャージー州ニューアーク出身の陸上競技選手である。1978年に110mハードルにおいて、13秒23のジュニア世界新（当時）をマーク。この記録は、2002年に中国の劉翔に破られるまで24年間保持した。1981年には史上初めて13秒の壁を破り12秒93（当時）の世界記録を樹立した。

## 経歴
1978年から1981年にかけて圧倒的な力を誇っておりモスクワオリンピックでは絶対的な金メダル候補であったが、アメリカのボイコットのため出場できなかった。1981年スイスのチューリヒで110mハードルで史上初めて13秒の壁を破り12秒93の世界記録を樹立した。
1982年に、ニアマイアは陸上を離れNFLのピッツバーグ・スティーラーズなどのワークアウトに参加した末、サンフランシスコ・フォーティナイナーズに入団し3年間所属した。1984年レギュラーシーズン終了後、翌年行われた第19回スーパーボウルにも出場している。
プロフットボールに転向した彼に対して国際陸上競技連盟は、あらゆるアマの競技会に出場する資格は無くなったとアメリカ陸上連盟（TAC）に複数回通告している。
トラックでの活躍ぶりに対して期待されたほど活躍はできなかった。パスキャッチ能力のなさはジム・ハインズと比較され、彼を獲得したことはビル・ウォルシュヘッドコーチの過ちであると指摘するものも多い。ただしニアマイアがプレーに参加した際には相手ディフェンスは彼を恐れしばしばディーブゾーンの守りを厚くし、ダブルカバレッジでマークすることもあった。
1986年には再度トラックに復帰したがNFLのハードヒットに耐えるために7ポンド（およそ3kg）体重が増えておりNFL加入前の対戦では34回中28回破ったグレッグ・フォスターに敵わなくなっていた。1991年の東京で開催された世界陸上でも代表選手に選ばれていたが怪我のため出場できなかった。
1994年陸上競技から引退した後、子供たちにスポーツを教えるクラブを作った。また1997年の秋まではジョージメイソン大学の陸上部のアシスタントコーチも行った。
現在彼は陸上競技選手のマネージメントを行っており、これまでに彼が携わった選手にはアレン・ジョンソンやマーク・クリア、ジャスティン・ガトリンがいる。

## 世界記録
| No. | イベント            | タイム | 年月日        | 場所           |
| --- | ------------------- | ------ | ------------- | -------------- |
| 1.  | 55メートルハードル  | 6.89   | 1979年1月20日 | ニューヨーク   |
| 2.  | 50メートルハードル  | 6.36   | 1979年2月3日  | エドモントン   |
| 3.  | 110メートルハードル | 13.16  | 1979年4月14日 | サンノゼ       |
| 4.  | 110メートルハードル | 13.00  | 1979年5月6日  | ウェストウッド |
| 5.  | 50ヤードハードル    | 5.98   | 1981年        |                |
| 6.  | 110メートルハードル | 12.93  | 1981年8月19日 | チューリヒ     |
| 7.  | 50ヤードハードル    | 5.92   | 1982年        |                |
| 8.  | 60ヤードハードル    | 6.82   | 1982年1月30日 | ダラス         |